# Nonza
Nonza település Franciaországban, Haute-Corse megyében. Lakosainak száma 63 fő (2022. január 1.). Nonza Ogliastro, Olcani és Olmeta-di-Capocorso községekkel határos.

## Népesség
A település népességének változása:
| Lakosok száma | 137  | 68   | 86   | 68   | 73   | 73   | 74   | 75   | 71   | 63   |
|               | 1968 | 1982 | 1990 | 2006 | 2013 | 2015 | 2017 | 2019 | 2020 | 2022 |